# 祁东北站
祁东北站原称祁东站，是位于湖南省祁东县城关镇的一个铁路车站，邮政编码421600。车站建于1938年，有湘桂铁路经过该站，现办理客货运业务，车站及其上下行区间均未电气化。车站距离衡阳站63公里，隶属广铁集团，是四等站。
原称祁东站，2013年1月8日因湘桂铁路扩能改造工程祁东南站更名为祁东站，原祁东站更名为祁东北站。